# فرفرية خاطفة
فرفرية خاطفة أو فرفرية صاعقة (بالإنجليزية: Purpura fulminans)‏ هو اضطراب تخثري حاد وغالبا ما يكون قاتلا، يظهر كبقع دم أو كدمات وتغير قي لون الجلد الناتج عن تخثر في الأوعية الدموية الصغيرة داخل الجلد، ويؤدي إلي نخر الجلد بسرعة وتخثر منتشر داخل الأوعية. 

## الأسباب
إن سبب الفرفرية الخاطفة هو نقص في مسار بروتين سي المضاد لتخثر الدم ، وتحديد سبب الفرفرية الخاطفة يعتمد علي سن المريض والظروف المحيطة بالعرض.

### نقص بروتين سي الخلقي
العيوب الخلقية ( الموروثة) في نشاط بروتين سي ذات صفة جسدية مهيمنة، وقد تكون خسارة جزئية أو شديدة للوظيفة، وقد تم تحديد المئات من الطفرات الطبيعية في الجين المسئول عن تصنيع بروتين سي .

#### نقص بروتين سي المكتسب
يتسبب نقص بروتين سي المكتسب إما عن طريق استنزاف بروتين سي الموجود في البلازما، أو عن طريق انخفاض تصنيعها (الناجمة من إعطاء فيتامين ك، وفشل الكبد الحاد، ومضاعفات الولادة قبل الآوان).

##### الانتان الحاد
الفرفرية الخاطفة هي سمة من سمات التعرض للانتان الحاد، مثل النيسرية السحائية، والمكورة الرئوية، والمجموعة أ وب العقدية، وأقل شيوعا المستديمة النزلية، والمكورات العقدية الذهبية، أو العدوى بلاسموديوم فالسيباروم (الملاريا)، وخاصة في الأفراد الذين يعانون من انعدام الطحال .

###### مزيج من الإنتان والخلل الخلقي الجزئي
في بعض الحالات، قد يبدأ المزيج من الإنتان والعيب الخلقي الجزئي في مسار بروتين سي المضاد للتخثر الفرفرية الخاطفة.

###### سبب غير معروف
في حالات نادرة، الفرفرية الخاطفة هي عرض من أعراض المناعة الذاتية ضد بروتين سي وبروتين إس، وتكون عادة بعد الالتهابات الحميدة مثل الجدري المائي. وفي بعض الأحيان تنشأ الفرفرية الحميدة من سبب غير معروف.

## آلية حدوث المرض
آلية المرض متشابه سواء كان المرض نتيجة لنقص كمية أو نشاط بروتين سي الذي يعزز تخثر الدم أيا كان ما يسبب الفرفرية الخاطفة. ( خثرة )
في حالات الانتان الشديدة، هناك تنشيط واسع النطاق للاستجابة الجهازية للالتهابات الحادة بما في ذلك تفعيل مسار التخثر وجملة المتممة وأيضا الخلل البطاني. يساعد البروتين سي النشط علي تنظيم الاستجابة الجهازية للالتهابات. تساهم إشارات من السيتوكينات وعامل نخر الورم الفا وانترلوكين1 علي تغير نسخ البروتين المسئول عن الاستجابة الجهازية للالتهابات، مما أدي إلي انخفاض في تخليق البروتينات النظامية ومنها مضاد الثرومبين، وبروتين سي، وبروتين إس، وزيادة في البروتينات الموالية للتخثر ومنها العامل الثامن، وعامل فون ويل براند، والفيبرينوجين. يرتبط البروتين سي النشط بمستقبلات بروتين سي الوعائية والتي تقوم بتنشيط الانزيم البروتيني الذي ينشط مستقبلات-1، ولا يقوم بتغير مسار التجلط بل يقوم بتقليل العوامل الموالية للالتهابات والموالية للموت المبرمج للخلية، وأيضا زيادة العوامل المضادة للالتهاب ومكافحة الموت المبرمج للخلية، وتثبيت وظائف حاجز الخلايا الطلائية.
يؤدي تنشيط عوامل التجلط إلي استنفاذ عوامل تخثر الدم والصفائح الدموية مما قد يتسبب في النزف في وقت لاحق. في بدايات الفرفرية الخاطفة، يرتبط تتطور المرض مع انسداد الأوعية الدموية الصغيرة الموجودة في الجلد وتكون جلطات مما يؤدي إلي اتساع الشعيرات الدموية وازدحام خلايا الدم الحمراء. أما في المراحل المتأخرة من المرض، يحدث نقص تروية لا رجعة فيه للخلايا البطانية، مع تسرب خلايا الدم إلي الأدمة وحدوث نخر غرغريني، وعدوى إضافية في بعض الأحيان.
يساهم استنزاف البروتينات المضادة للتخثر والالتهاب وبالخصوص بروتين سي وبروتين إس وعامل مشترك في تكوين الجلطة، وقد تؤدي لتفعيل المزيد من مسارات الالتهاب.

## التشخيص
تتشابه الفرفرية الخاطفة مع نزف الجلد بسبب الإصابة، أو الفرفرية قليلة الصفحيات الخثارية، أو الفرفرية قليلة الصفحيات المناعية، ولكن الفرفرية الخاطفة تنشر بسرعة مؤدية إلى نخر الجلد وهدا لا يحدث مع باقي أنواع الفرفرية، ولكن التشخيص التفريقي للانواع المختلفة للفرفرية يتم عن تميزه عن طريق الفحص السريري والاختبارات المعملية.
تبدأ الفرفرية الخاطفة في صورة حمامية جيدة الترسيم، التي تتطور بسرعة لتكون مناطق مركزية غير منظمة من نخر نزفي أسود. وغالبا ما تحاط منطقة النخر بحدود رقيقة من الحمامي والتي تمتد للجلد الغير مصاب، وتحدث الفرفرية الخاطفة عند حدوث نزف في مناطق النخر لتصبح مؤلمة ومرتفعة ومظلمة مع تكوين حويصلة أو نفطة ( فقاعة ) في بعض الأحيان.
يختلف توزيع الفرفرية الخاطفة وفقا للاسباب المسببة له. ففي حالات الإنتان الشديدة، تظهر الفرفرية في الأطراف البعيدة وتستمر لتشمل الجسم كله. أما في حالات نقص بروتين سي الوراثي، فتظهر في غضون ساعات قليلة أو أيام بعد الولادة.

### الفحوصات المعملية
الفحصوصات الأساسية للفرفرية هي نفس فحوصات تخثر منتشر داخل الأوعية، ومنها: زيادة في زمن التجلط، وقلة الصفيحات، انخفاض تركيز عامل الفيبرينوجين، وزيادة في تركيز الفايبرين، وأحيانا انحلال الدم الناتج عن اعتلال الشعيرات.

## الوقاية
يتوفر العلاج باستخدام بروتين سي البديل للأشخاص الذين يعانون من نقص الوراثي الشديد في بروتين سي حيث أكدت أمريكا وأوروبا علي استخدامه للوقاية من الفرفرية الخاطفة. حيث يتم الجمع بين الهيبارين قليل الوزن الجزئي و الوارفارين الفموي. ويستخدم الهيبارين قبل بدء استخدام الوارفارين بأيام قليلة لمنع نخر الجلد ومضاعفات التجلط المتكررة.

### مضاعفات من الوقاية
قد تؤدي كمية البلازما المتجمدةالجديدة الازمة لعكس التخثر داخل الأوعية الدموية المنتشر المرتبط بالفرفرية إلي مضاعفات الحمولة الزائدة من السوائل والموت، وخاصة في حديثي الولادة، مثل إصابة الرئة الحادة المتعلقة بنقل الدم. تزداد خطورة تراكم العدوى الفيروسية المرتبطة بنقل الدم وردود الفعل التحسسي للبروتينات الموجودة في البلازما المتجمدة الحديثة بزيادة عدد المتبرعين مع مرور الوقت.
ومن المضاعفات المحتملة هي وجود ردود فعل تحسسية وتكوين مناعة متباينة، كما هو الحال مع أي علاج بروتين بديل.
تزداد خطورة نخر الجلد مع استخدام الوارفارين في علاج نقص البروتين سي الوراثي.

## العلاج
قد تكون المرحلة المبكرة من الفرفرية قابلة للعلاج مع التدخل السريع. العلاج الأساسي هو إزالة السبب الكامن وإزالة الأثار الناتجة عن التخثر وذلك باستخدام (المضادات الحيوية، وتمدد حجمي، وزيادة الأكسجين للأنسجة، وغيرها). وذلك تحت تدبيرات صحية صارمة.
تعالج الفرفرية الخاطفة مع تخثر داخل الأوعية باستخدام بلازما متجمدة جديدة (10-20 مل / كغ كل 8-12 ساعة) و/أو تركيز بروتين سي لتحل محل بروتينات بلازما التخثر ومضادات التخثر التي تم استفاذها أثناء عملية التخثر.
إن بروتين سي في البلازما في حالة مستقرة وفترة عمر النصف تصل ل6 إلى 10 ساعات، وبالتالي يأخذ المرضى الذين يعانون من نقص شديد في بروتين سي بلعة أولية من بروتين سي بتركيز 100 وحدة دولية/ كغ، ثم يتبعه 50 وحدة دولية / كجم كل 6 ساعات. يزداد تركيز البلازما من البروتين سي بمعدل 1 وحدة دولية / دل عند استخدام 1 وحدة دولية / كغ من بروتين سي أو 1 مل / كغ من البلازما المجمدة الطازجة. تتطلب حالات النزف المرضية نقل دم إضافي بتركيز صفيحات (10-15 مل / كلغ) أو تركيز رُسابَةٌ بَرْدِيَّة«كريوبريسيبيتات» (5مل / كلغ).
وقد يتطلب نخر الأنسجة إزالة جراحية للانسجة الميتة، أو بتر، أو جراحة ترميمية، أو بضع اللفافة.

## تنبؤ
تتطور الفرفرية الخاطفة بسرعة في غضون 24 إلى 48 ساعة من بداية المرض ليشمل نخر لكل طبقات الجلد أو نخر الأنسجة الرخوة. ويستغرق شفاء النخر الكامل للجلد ما بين 4-8 أسابيع وبترك ندوب كبيرة.
ولكن بدون علاج قد يتحول نخر الأنسخة الرخوة إلى غانغارينا مما يؤدي إلي فقد الأطراف. وغالبا ما يصاحب الفرفرية الخاطفة بتخثر في الأوعية الدموية الدقيقة أو الاحتشاء النزفي في الأنسجة المتعددة مثل الرئتين، والكلوة، والجهاز العصبي المركزي، والغدة الكظرية، مما يؤدي إلي فشل متعدد في أجهزة الجسم، والذي يؤدي بدوره إلى ارتفاع نسبة الوفيات وزيادة الحالات المرضية علي المدى الطويل في الناجين. وقد تؤدي الفرفرية الخاذفة إلى تخثر وريدي شديد إذا لم يعالج في المراحل المبكرة.
تكون الفرفرية الخاطفة الناتجة عن العدوى الشديدة محدودة ذاتيا. أما في حالات نقص بروتين سي الوراثي متماثل الجينات، فغالبا ما تتكرر نوبات التخثر والفرفرية الخاطفة. كما توجد علاقة ما بين استخدام العلاج البديل وحدوث التخلف العقلي وضعف البصر في الأطفال الباقين على قيد الحياة نتيجة لاستخدام هذا العلاج. تحدث آفات جديد بعد معادلة الأجسام المضادة( 1-2 أسبوع بعد العرض) في حالات الفرفرية الخاطفة بعد الإصابة بالعدوى الفيروسية.
وعادة ما يكون هناك حاجة لفريق رعاية متعدد التخصصات لإعادة التأهيل بعد الفرفرية الخاطفة.

## وبائيات
الفرفرية الخاطفة نادرة الحدوث، وغالبا ما يحدث في الرضع والأطفال الصغار،  ولكن قد يحدث في البالغين في حالات التهابات الشديدة،  على سبيل المثال تحدث الفرفرية الخاطفة كمضاعفات لإنتان الدم بالمكورات السحائية في 10-20٪ من الحالات بين الأطفال. وتحدث الفرفرية الخاطفة في حالات نقص بروتين سي الخلقي في 1: 500,000-1,000,000 ولادة حية.

## تاريخ
وقد وصف غليوت لأول مرة فرفرية الخاطفة في عام 1884.